# Leon Rygier
Leon Paweł Rygier, ps. i krypt.: Fortunio, L. R., L. R.–R., Leon R., R. (ur. 17 listopada 1875 w Warszawie, zm. 13 lipca 1948 w Łowiczu) – polski poeta młodopolski, prozaik, publicysta, nauczyciel.

## Życiorys
Urodził się 17 listopada 1875 w Warszawie, w rodzinie Ignacego i Marii z Jaworskich. Był bratem Henryka Józefa, bratankiem Teodora Rygiera. Uczęszczał do VII Rządowego Gimnazjum Męskiego na warszawskiej Pradze. Tam poznał swojego przyjaciela, przyszłego pedagoga Janusza Korczaka. W 1900 debiutował tomem poezji Z greckich motywów. W latach 1906–1907, mieszkając w Kielcach, prowadził tygodnik „Echa Kieleckie”. W 1907 rozpoczął pracę jako nauczyciel języka polskiego w ewangelickiej szkole średniej im. Mikołaja Reja w Warszawie. Był delegatem na zjazd Związku Zawodowego Literatów Polskich 4 lutego 1922 w Warszawie. W latach 1933–1934 był kierownikiem szkoły powszechnej. W tym czasie pisał wspomnienia do Polski Zbrojnej, Przekroju i Robotnika o swoich kontaktach m.in. z Bolesławem Prusem, Stanisławem Przybyszewskim, Henrykiem Sienkiewiczem czy Januszem Korczakiem. Współpracował w tym okresie jako publicysta z Jednotą i Głosem Ewangelickim.
W czasie II wojny światowej uczył na tajnych kompletach. Po upadku powstania warszawskiego zamieszkał na stałe w Łowiczu z żoną Anną. W lutym 1945 rozpoczął pracę jako nauczyciel historii i języka polskiego w Państwowym Gimnazjum Kupieckim w Łowiczu, a od 1946 w Państwowym Koedukacyjnym Liceum Handlowym.
Pochowany na cmentarzu w Łowiczu, później przeniesiony na cmentarz Powązkowski w Warszawie (kwatera 32-2-1,2).

## Odznaczenia
- Srebrny Wawrzyn Akademicki (7 listopada 1936)[5].

## Twórczość
Pozostawił po sobie kilkanaście tomików poezji, zbiory prozy i prób dramatycznych, kilka podręczników szkolnych oraz dziesiątki artykułów, felietonów i recenzji.
- Z motywów greckich;
- Poezje seria I;
- Z motywów japońskich;
- Wieść o archaniele;
- Gemma;
- Hańba dusz;
- Dwa światy;
- Zatrute siewy.

## Życie prywatne
11 lutego 1904 roku poślubił Zofię Nałkowską, wówczas dwudziestoletnią, początkującą pisarkę. Oboje przeszli na kalwinizm. Mieszkali w Wołominie (w tzw. Domu nad Łąkami) oraz w Kielcach. Małżeństwo okazało się jednak niedobrane, w 1909 się rozstali, a w 1918 roku Rygier i Nałkowska uzyskali formalny rozwód. Rygier był jeszcze później (od 25 stycznia 1913) żonaty z Franciszką Strąk (zm. 1940), z którą doczekał się syna Juliusza (ur. 1918). Trzecią żoną Rygiera była Anna Dutkowska. Podobno pod koniec życia przeszedł na katolicyzm.